# Walckenaeria ngorongoroensis
Walckenaeria ngorongoroensis är en spindelart som beskrevs av Holm 1984. Walckenaeria ngorongoroensis ingår i släktet Walckenaeria och familjen täckvävarspindlar.
Artens utbredningsområde är Tanzania. Inga underarter finns listade i Catalogue of Life.